# 博德 (愛荷華州)
博德（英語：Bode）是一個位於美國愛荷華州洪堡縣的城市。

## 地理
博德的座標為42°52′02″N 94°17′16″W / 42.86722°N 94.28778°W，而該地的平均海拔高度為241米（即791英尺）。

## 人口
根據2010年美國人口普查的數據，博德的面積為1.06平方千米，當中陸地面積為1.06平方千米，而水域面積為0.00平方千米。當地共有人口302人，而人口密度為每平方千米284人。